# إدياثابال
بلدية إدياثابال (بالإسبانية: Idiazábal) هي بلدية تقع في مقاطعة غيبوثكوا التابعة لمنطقة إقليم الباسك شمال إسبانيا.

## الديموغرافيا
بلغ عدد سكان بلدية إدياثابال 2.280 نسمة عام 2011 (وفقاً للمعهد الوطني للإحصاء الإسباني).
| 2.020 | 2.040 | 2.019 | 2.162 | 2.187 | 2.264 | 2.280 |